# Эвримедон (стратег)
Эвримедон (др.-греч. Εὐρυμέδων, ум. 413 г. до н. э.), афинский стратег, участник афинской экспедиции на Сицилию. 
Афинское войско, посланное на Сицилию к зиме 414/413 года до н. э. находилось в тяжелом положении, а его командующий Никий, запрашивал помощи из Афин. Эвримедон прибыл в помощь Никию в середине зимы с 10 кораблями и деньгами. Позднее прибыл Демосфен с 73 трирерами, 5000 гоплитов и множеством легких пехотинцев. Однако неумелое командование и противоречия между стратегами Никием, Демосфеном и Эвримедоном привели к провалу всей экспедиции. Эвримедон погиб в морском сражении незадолго до полного краха экспедиции. Сведения о нем сохранились в биографии Никия, написанной Плутархом.